# Geschützter Landschaftsbestandteil Walbecke-Quellbach
Der Geschützte Landschaftsbestandteil Walbecke-Quellbach mit einer Größe von 1,28 ha liegt südlich von Walbecke im Stadtgebiet von Schmallenberg. Das Gebiet wurde 1993 mit dem Landschaftsplan Schmallenberg Südost durch den Kreistag vom Hochsauerlandkreis als Geschützter Landschaftsbestandteil (LB) ausgewiesen.
Der LB ist im Wald vom Landschaftsschutzgebiet Schmallenberg Südost umgeben. Im Grünland ist der LB umgeben vom Landschaftsschutzgebiet Walbecketal südlich Walbecke und teils dem Naturschutzgebiet Feuchtgrünland an der Walbecke.

## Gebietsbeschreibung
Der Geschützte Landschaftsbestandteil Walbecke-Quellbach ist der Bach Walbecke mit Uferbereich von der Quelle bis zum Weiler Walbecke. Eine Freifläche im Wald gehört zu Schutzgebiet. Im Wald ist der Bach von naturnahen Buchenwald umgeben. Teilweise ist der Buchenwald farnreich.

## Schutzzweck
Schutzobjekt, welches sich laut Landschaftsplan in seinem eigenständigen Charakter deutlich von der sie umgebenden Wald- und Feldlandschaft unterscheidet.

## Auflagen
Eine Erstaufforstung und eine Anlage von Weihnachtsbaumkulturen ist verboten.